# Поду Урсулуј (Прахова)
Поду Урсулуј (рум. Podu Ursului) насеље је у Румунији у округу Прахова у општини Варбилау. Oпштина се налази на надморској висини од 492 m.

## Становништво
Према подацима из 2002. године у насељу је живело 42 становника, од којих су сви румунске националности.